# فرانز ألمر
فرانز ألمر (بالألمانية: Franz Almer)‏ هو لاعب كرة قدم نمساوي في مركز حراسة المرمى، ولد في 23 سبتمبر 1970 في Mürzhofen ‏ في النمسا. لعب مع غراتزر أي كاي.

## وصلات خارجية
- فرانز ألمر على موقع قاعدة بيانات كرة القدم.إي يو (الإنجليزية)
- فرانز ألمر على موقع عالم كرة القدم.نت (الإنجليزية)